# 北斗市立浜分中学校
北斗市立浜分中学校（ほくとしりつ はまわけちゅうがっこう）は、北海道北斗市追分にある公立中学校。

## 位置
函館湾岸部に位置し、北斗市立浜分小学校とは道一本を挟んで隣り合う。国道227号に接する。

## 沿革
- 1882年4月1日 - 上磯町立上磯中学校浜分分校として開校。
- 1882年8月23日 - 木造2階建校舎建設着工
- 1952年4月1日 - 上磯町立浜分中学校として独立。5月15日に独立開校記念式典を挙行。以後同日を開校記念日に制定。
- 2006年2月1日 - 上磯町と大野町の合併による北斗市誕生により、現校名に改称。